# Levice (Italia)
Levice (Lèis [ˈleʋiz] in piemontese, pronuncia locale: [ˈleʋiʒ]) è un comune italiano di 184 abitanti della provincia di Cuneo in Piemonte.

## Storia
Il comune di Levice ha origini molto antiche: era noto ai romani con il nome di Livicium o Levicium e in alcune carte del 991 lo ritroviamo con Levix o Levesj.
Era un antico feudo che nel XII secolo era possesso dei Marchesi di Cortemilia e che nel 1197 passò ai marchesi di Savona.
Questi lo cedettero ai Del Carretto di Spigno che successivamente lo destinarono ad un'altra branca della propria famiglia, i Marchesi di Prunetto. Ludovico figlio di Manfredi, appartenente alla famiglia citata precedentemente, fece sottomettere Levice ai Duchi di Milano nel 1491.
Nel 1522 Raffaele, primogenito di Ludovico, ricevette l'investitura del territorio di Levice dal duca Francesco II Sforza ai cui discenti i Del Carretto mantennero subordinata la propria Signoria (fino al XVII secolo).
In seguito il feudo di Levice passò nelle mani di Galeazzo Scarampi che lo tenne sino all'annessione al Regno di Sardegna del 1736.
Alcune testimonianze storiche vanno ricercate nelle rovine di una vecchia torre, situate nel punto strategicamente più alto del paese, punto in cui si poteva controllare l'intera vallata della Bormida, a partire da Cortemilia fino a Monesiglio, con una buona vista sul castello di Prunetto.
Nel 1796, con l'inizio della campagna di Napoleone in Italia, l'esercito francese, alla volta dell'alessandrino, giunse anche a Levice arrivando da Prunetto. Furono affrontati da paesani e da contingenti austro-piemontesi, pronti ad ostacolare l'avanzamento napoleonico ma la battaglia fu vinta dai francesi che lasciarono solamente più le rovine della vecchia torre.
Marciando poi verso Cortemilia ci fu un successivo scontro con gli austriaci nel luogo ancora oggi detto "Campo della Battaglia".

### Simboli
Stemma
base da un nastro.»
(Art. 3 c. 3 dello Statuto comunale)
Gonfalone
(Art. 3 c. 4 dello Statuto comunale)

## Società

### Evoluzione demografica
Abitanti censiti

## Amministrazione
Di seguito è presentata una tabella relativa alle amministrazioni che si sono succedute in questo comune.
| Periodo        | Periodo        | Primo cittadino   | Partito                        | Carica  | Note  |
| -------------- | -------------- | ----------------- | ------------------------------ | ------- | ----- |
| 25 maggio 1985 | 26 maggio 1990 | Alberto Francone  | Democrazia Cristiana           | Sindaco | [ 6 ] |
| 26 maggio 1990 | 24 aprile 1995 | Alberto Francone  | Democrazia Cristiana           | Sindaco | [ 6 ] |
| 24 aprile 1995 | 14 giugno 1999 | Alberto Francone  | -                              | Sindaco | [ 6 ] |
| 14 giugno 1999 | 14 giugno 2004 | Alberto Francone  | lista civica                   | Sindaco | [ 6 ] |
| 14 giugno 2004 | 8 giugno 2009  | Ernesto Taretto   | lista civica                   | Sindaco | [ 6 ] |
| 8 giugno 2009  | 26 maggio 2014 | Ernesto Taretto   | lista civica                   | Sindaco | [ 6 ] |
| 26 maggio 2014 | 27 maggio 2019 | Roberto Vero      | lista civica: Levice vivo      | Sindaco | [ 6 ] |
| 27 maggio 2019 | in carica      | Francesca Rovello | lista civica: Facciamo Squadra | Sindaco | [ 6 ] |

### Altre informazioni amministrative
Il comune faceva parte della comunità montana Alta Langa e Langa delle Valli Bormida e Uzzone.